# جوشوا بواتينغ
جوشوا بواتينغ (بالإنجليزية: Joshua Boateng)‏ هو لاعب كرة قدم غاني في مركز الوسط، ولد في 2 يناير 1987 في أكرا في غانا. شارك مع منتخب غانا لكرة القدم. أما مع النوادي، فقد لعب مع نادي جامعة غوادالاخارا.